# 内藤雅喜
内藤 雅喜（ないとう まさよし、1911年（明治44年）11月15日 - 1988年（昭和63年）12月3日）は、昭和時代の日本の経営者 、実業家。

## 経歴
内藤節爾・タケの長男として東京に生まれる。1934年（昭和9年）大阪帝国大学機械工学科卒。現・三井化学の前身である東洋高圧工業に入社。東洋高圧工業化工事業開発室長を経て、1961年（昭和36年）東洋エンジニアリング設立とともに専務となる。1965年（昭和40年）同社副社長、1968年（昭和43年）社長、1982年（昭和57年）会長に就任。1987年（昭和62年）6月相談役となる。尿素を原料とした肥料プラントの輸出振興に努め同社の経営基盤を築いた。身障者への奉仕活動に尽力する。
1973年（昭和48年）藍綬褒章、1987年（昭和62年）東ドイツ諸国民友好金星章、1988年（昭和63年）勲二等瑞宝章受章。
その他、化学工学協会（現: 公益社団法人化学工学会）の第19代会長（1973年 - 1975年）を務めた。同会には同氏を記念した内藤雅喜記念賞がある（1993年度設立）。